# Ellen Wilkinson
Ellen Cicely Wilkinson (Manchester, 8 de outubro de 1891 – Londres, 6 de fevereiro de 1947) foi uma política britânica. Filiada ao Partido Trabalhista, serviu como Ministra da Educação de julho de 1945 até sua morte em 1947. No início de sua carreira como parlamentar (MP) da Câmara dos Comuns pelo distrito de Jarrow, tornou-se nacionalmente conhecida quando desempenhou um papel de destaque na Marcha de Jarrow de 1936 — realizada em favor do direito ao trabalho. Apesar de malsucedida na época, a marcha tornou-se simbólica na década de 1930 e ajudou a formar as posições relacionadas ao desemprego e à justiça social após a Segunda Guerra Mundial.
Wilkinson nasceu em uma pobre porém ambiciosa família, ingressando no movimento socialista ainda na juventude. Após se formar na Universidade de Manchester, trabalhou em uma organização sufragista e mais tarde como dirigente sindical. Inspirada pela Revolução Russa de 1917, juntou-se ao Partido Comunista Britânico e, enquanto procurava maneiras de alcançar o poder por meio do Partido Trabalhista, promoveu o socialismo revolucionário. Foi eleita para o parlamento pelo distrito de Middlesbrough East em 1924 e apoiou a Greve Geral de 1926. No governo trabalhista de 1929–1931, serviu como secretária parlamentar privada do ministro júnior da Saúde. Esteve associada com a jovem ativista Jennie Lee. Após sua derrota nas eleições de 1931 no distrito de Middlesbrough, tornou-se uma prolífica jornalista e escritora, antes de ser eleita parlamentar pelo distrito de Jarrow em 1935. Wilkinson atuou como uma forte defensora do governo republicano na Guerra Civil Espanhola e fez várias visitas aos campos de batalha.
Durante a Segunda Guerra Mundial, Wilkinson serviu na coalizão de guerra de Winston Churchill como ministra júnior, trabalhando principalmente no Ministério de Segurança Interna com Herbert Morrison. Apoiou as tentativas de Morrison de substituir Clement Attlee como líder do Partido Trabalhista, embora Attlee a tenha nomeado como Ministra da Educação quando formou o governo do pós-guerra. Naquela época, devido aos anos de trabalho excessivo, sua saúde estava frágil. Sua principal tarefa era implementar a Lei de Educação de 1944, com apoio da coalizão de guerra, ao invés de introduzir mais radicalmente as escolas abrangentes favorecidas por muitos no Partido Trabalhista. A maior parte de sua energia foi destinada a organizar o aumento da idade do abandono escolar de 14 para 15 anos. Em um inverno excepcionalmente frio em 1947, sucumbiu a uma doença brônquica e morreu após uma sobredose de medicamentos, a qual o inquérito do legista declarou que se tratou de um acidente.

## Primeiros anos

### Família

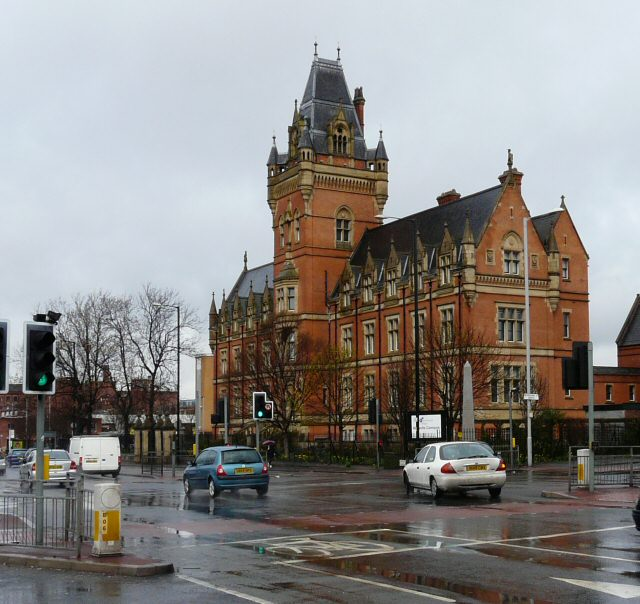
O prédio na junção da Devonshire Street e Hyde Road, Ardwick, que abrigava a Ardwick Higher Elementary School em 1900

Ellen Wilkinson nasceu em 8 de outubro de 1891, na Rua Coral, número 41, no distrito de Chorlton-on-Medlock em Manchester. Seu pai chamava-se Richard Wilkinson, um trabalhador do ramo de algodão que se tornou agente de seguros, e sua mãe se chamava Ellen Wilkinson. Richard Wilkinson foi um pilar de sua igreja metodista wesleyana local e combinou um forte senso de justiça social com visões francas sobre autoajuda. Segundo Ellen, em vez de defender a solidariedade da classe trabalhadora, sua opinião era: "Eu me puxei para fora da sarjeta, por que eles não podem?". Totalmente autodidata, ele garantiu que seus filhos recebessem a melhor educação disponível, incentivou-os a ler amplamente e inculcou fortes princípios cristãos.
Aos seis anos, Ellen começou a frequentar o que descreveu como "uma escola primária imunda com cinco classes em uma sala". Uma série de doenças infantis a manteve em casa por dois anos, mas aproveitou o tempo para aprender a ler. Em seu retorno à escola, fez um rápido progresso e, aos 11 anos, ganhou uma bolsa de estudos para a Ardwick Higher Elementary School. Franca e frequentemente rebelde, depois de dois anos se transferiu para a Stretford Road Secondary School for Girls, uma experiência que mais tarde lembrou como "horrível e ingovernável". Ela compensou as deficiências da escola lendo, com o incentivo de seu pai, as obras de Haeckel, Thomas Huxley e Darwin.
O magistério era uma das poucas carreiras então abertas para meninas educadas da classe trabalhadora e, em 1906, Ellen ganhou uma bolsa de 25 libras que lhe permitiu começar seu treinamento. Durante metade da semana, frequentou o Manchester Day Training College e, durante a outra metade, lecionou na Oswald Road Elementary School. Sua abordagem de sala de aula — ela procurou despertar o interesse de seus alunos, em vez de impor a aprendizagem por memorização — levou a conflitos frequentes com seus superiores, e a convenceu de que seu futuro não residia no ensino. Na faculdade, onde foi incentivada a ler mais amplamente e a se envolver com as questões da época, descobriu o socialismo por meio das obras de Robert Blatchford. A essa altura, estava impaciente com a religião — o socialismo forneceu um substituto oportuno e atraente.
Aos 16 anos, juntou-se à filial do Partido Trabalhista Independente (ILP, na sigla em inglês) em Longsight, e em uma de suas primeiras reuniões encontrou Katherine Bruce Glasier, cuja cruzada pelo socialismo a impactou profundamente. Trinta anos depois, Wilkinson disse a seu colega George Middleton, a respeito de Glasier: "me trouxe para o movimento socialista... Sempre me sinto humilde ao pensar em sua coragem indomável". Depois de conhecer a sufragista Hannah Mitchell, assumiu a causa do sufrágio feminino, a principal questão dos direitos das mulheres da época. Embora inicialmente envolvida em tarefas cotidianas, como distribuição de folhetos e colocação de cartazes, deixou uma impressão considerável em Mitchell, que mais tarde se lembrou dela como "brilhante e talentosa".

### Universidade

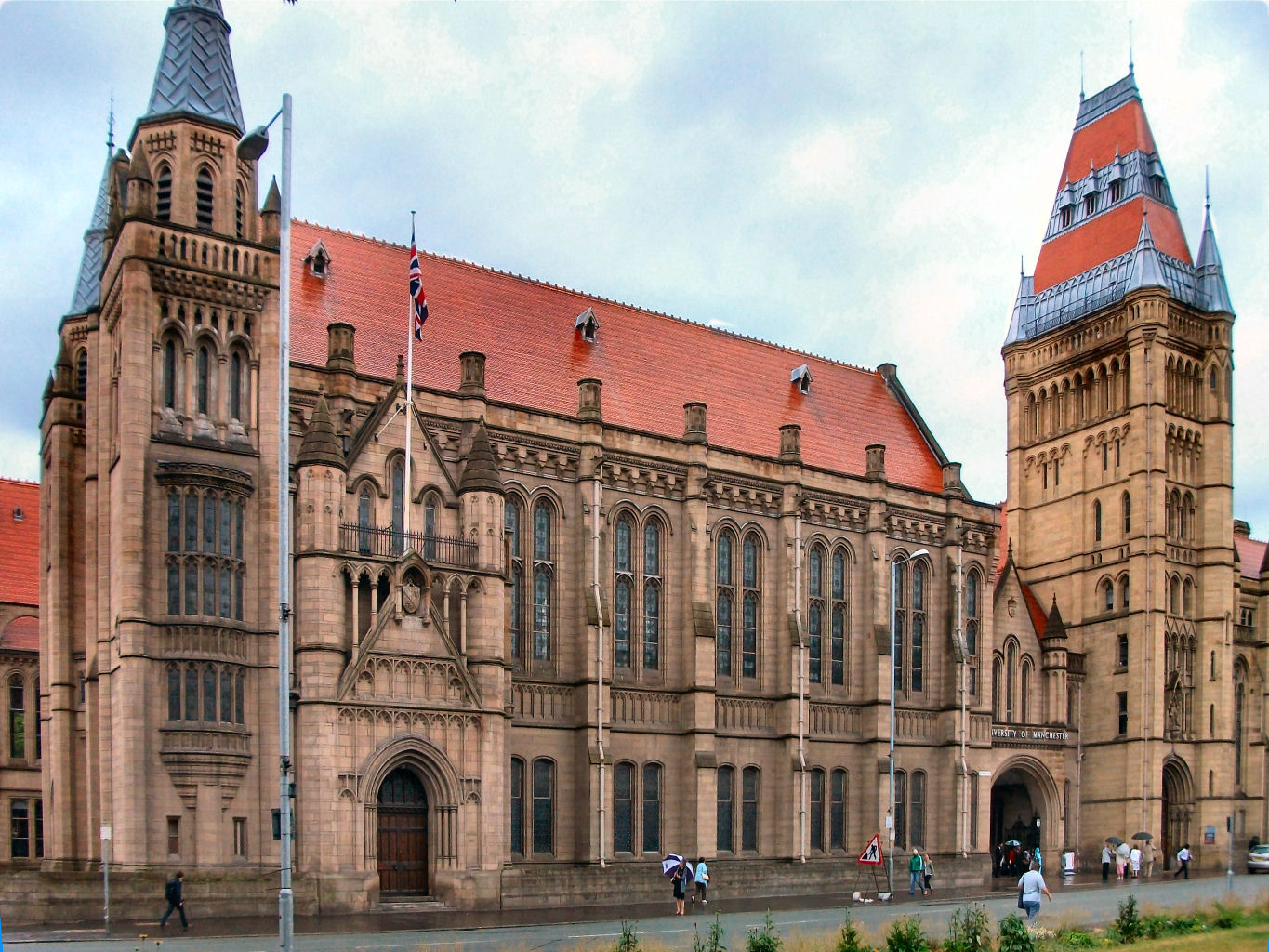
Whitworth Hall, edifício Oxford Road da Universidade de Manchester

Determinada a iniciar uma carreira fora do ensino, em 1910, concorreu e ganhou a bolsa de estudos Jones Open History, que lhe deu uma vaga na Universidade de Manchester. Lá, encontrou muitas oportunidades para estender suas atividades políticas. Ingressou no ramo universitário da Sociedade Fabiana e acabou tornando-se sua secretária adjunta. Ellen continuou seu trabalho sufragista juntando-se à Manchester Society for Women's Suffrage, onde impressionou Margaret Ashton, a primeira mulher a integrar o Conselho Municipal de Manchester, por seus esforços nos distritos eleitorais de North Manchester e Gorton. Por meio dessas e de outras atividades de campanha, pôde conhecer muitos dos líderes contemporâneos da esquerda radical — a veterana ativista Charlotte Despard, o líder do ILP William Crawford Anderson, além de Beatrice e Sidney Webb, entre outros. Também foi influenciada por Walton Newbold, um estudante mais velho e que mais tarde se tornou o primeiro parlamentar comunista do Reino Unido. Os dois ficaram noivos por um breve período e, embora logo tenham rompido, eles permaneceram associados políticos por muitos anos.
Em seu último ano na universidade, foi cooptada para o comitê executivo da University Socialist Federation (USF), uma organização interinstitucional formada para reunir estudantes com mentalidade socialista de todo o país. Isso trouxe novos contatos, que normalmente se encontravam nas escolas de verão da Sociedade Fabiana para ouvir palestras de líderes do ILP, como Ramsay MacDonald e Arthur Henderson, e ativistas sindicais, como Ben Tillett e Margaret Bondfield. Em meio a essas distrações, continuou a estudar muito e ganhou vários prêmios. No verão de 1913, fez as provas finais e recebeu seu diploma de bacharelado — não as honras de primeira classe que seus professores haviam previsto, mas uma Segunda Superior. A respeito, racionalizou da seguinte forma: "Eu sacrifiquei deliberadamente minha Primeira ... para dedicar meu tempo livre a uma greve em Manchester".

## Carreira

### Início da carreira

#### Organizadora sindical
Ao deixar a universidade em junho de 1913, Wilkinson tornou-se uma trabalhadora assalariada da União Nacional das Sociedades de Sufrágio Feminino (NUWSS). Ajudou a organizar a Peregrinação do Sufrágio de julho de 1913, quando mais de 50 mil mulheres marcharam de todo o país para um comício em Hyde Park, Londres. Começou a desenvolver uma compreensão mais completa dos mecanismos da política e das campanhas, e se tornou uma oradora talentosa, capaz de ter um bom desempenho mesmo nas reuniões públicas mais hostis.
Quando a Primeira Guerra Mundial começou em agosto de 1914, assim como muitos no movimento trabalhista, condenou-a como um exercício imperialista que resultaria na morte de milhões de trabalhadores. No entanto, assumiu o papel de secretária honorária da filial de Manchester do Women's Emergency Corps (WEC), um órgão que encontrou trabalho de guerra adequado para mulheres voluntárias. Com o advento da guerra, o NUWSS ficou dividido entre facções pró-guerra e pró-paz. Eles finalmente se separaram, os pacificadores (incluindo o ramo de Wilkinson em Manchester) acabaram se alinhando com a Liga Internacional das Mulheres pela Paz e Liberdade (WIL), e incluíram Agnes Harben. Com pouca atividade de sufrágio para organizar, procurou outro emprego e, em julho de 1915, foi nomeada organizadora nacional da União Amalgamada de Trabalhadores Cooperativos (AUCE), com responsabilidade particular pelo recrutamento de mulheres para o sindicato.
Neste cargo, lutou pela igualdade salarial para os que têm o mesmo trabalho e pelos direitos dos trabalhadores não qualificados e com salários mais baixos, quando esses interesses conflitavam com os dos sindicatos de artesãos com salários mais altos. Organizou uma série de ações para atingir esses objetivos com notáveis sucessos em Carlisle, Coatbridge, Glasgow e Grangemouth. No entanto, teve menos sucesso em gerenciar uma longa disputa na gráfica Longsight em Manchester, no verão de 1918, onde os oponentes descreveram sua tática como "guerra de guerrilha irracional". Como resultado de suas ações, perdeu brevemente seu emprego no sindicato, sendo rapidamente reintegrada após protestos de membros e depois de se desculpar por seu papel na greve. A partir de 1918, serviu como nomeada de seu sindicato em várias Juntas Comerciais — órgãos consultivos nacionais que tentavam estabelecer taxas de salário mínimo para trabalhadores de baixa remuneração. Em 1921, a AUCE se fundiu com o Sindicato Nacional dos Trabalhadores em Armazéns e Trabalhadores em Geral para formar o Sindicato Nacional dos Trabalhadores Distribuidores e Aliados (NUDAW).
O trabalho de Wilkinson para o sindicato trouxe novas alianças e novas amizades úteis — incluindo uma com John Jagger, o futuro presidente do sindicato. Ela permaneceu uma integrante ativa da Sociedade Fabiana, e depois que o Departamento de Pesquisa se tornou o Departamento de Pesquisa do Trabalho, em 1917, atuou no comitê executivo do novo órgão. Por meio dessas conexões, tornou-se membro da National Guilds League (NGL), uma organização que promoveu a democracia industrial, o controle pelos trabalhadores e as associações de produtores em um sistema nacional de guildas. Manteve sua ligação com o WIL, cuja conferência de 1919 adotou uma postura não pacifista que justificava a luta armada como um meio de derrotar o capitalismo. Depois de visitar a Irlanda para o WIL em 1920, tornou-se uma crítica aberta das ações do governo britânico naquele país, em particular o uso do "Black and Tans" como força paramilitar. Apresentou provas sobre a conduta das forças britânicas na Irlanda no Comitê de Investigação do Congresso em Washington em dezembro daquele ano. Ela pediu uma trégua imediata e a libertação dos prisioneiros republicanos.

#### Comunismo
Junto com muitos outros no movimento trabalhista, as atitudes de Wilkinson foram radicalizadas pela Revolução Russa de 1917. Ela viu o comunismo como o modelo do futuro, e quando o Partido Comunista da Grã-Bretanha (PCGB) foi formado no verão de 1920, Ellen fazia parte de um grupo de membros do ILP com tendências marxistas que se tornaram membros fundadores. Nos anos seguintes, o Partido Comunista foi o foco principal de sua atividade política, embora tenha mantido sua filiação ao Partido Trabalhista, que na época aceitava dupla filiação ao PCGB / Trabalhista.

"[Nós] lemos com olhos incrédulos que o "povo" russo, os trabalhadores, os soldados e os camponeses realmente se levantaram e expulsaram o czar e seu governo ... não trabalhamos no escritório, dançamos ao redor de mesas e cantamos ; ... Todos com um pingo de liberalismo em sua composição se alegraram com a queda da tirania".

Margaret Cole, descrevendo as reações da esquerda britânica à revolução de março de 1917 na Rússia, in Growing Up into Revolution (1949)
Em 1921, participou do Congresso Internacional Vermelho de Sindicatos e do Segundo Congresso de Mulheres Comunistas em Moscou, onde conheceu vários líderes comunistas russos, incluindo o ministro da Defesa, Leon Trotsky, e Nadezhda Krupskaya, a educadora que era esposa de Lenin. Ellen considerou o discurso de Krupskaya o melhor no Congresso. O principal resultado do encontro foi a fundação da Rede Internacional de Sindicatos, também conhecida como "Profintern". O objetivo desta organização era buscar uma mudança revolucionária por meio da ação industrial, levando à derrubada do capitalismo mundial. Em casa, embora não tenha conseguido persuadir seu sindicato, NUDAW, a se filiar ao Profintern, continuou a promover as conquistas russas, especialmente a emancipação das trabalhadoras. Em novembro de 1922, em uma reunião que celebrava o quinto aniversário da Revolução Russa, disse que o povo russo podia olhar para a frente com esperança e perguntou se o mesmo poderia ser dito das pessoas condenadas a viver suas vidas nas favelas de Manchester. No entanto, encontrou-se cada vez mais em desacordo com os comunistas em Manchester por causa das estratégias industriais e internacionais mais amplas do partido.

#### Buscando um cargo eletivo
Wilkinson foi uma defensora por toda a vida do Conselho Nacional de Faculdades de Trabalho, estabelecido em 1921 com o apoio do NUDAW, com o objetivo de educar os alunos da classe trabalhadora quanto aos princípios da classe trabalhadora. Ela se tornou uma candidata ao Parlamento patrocinada pelo NUDAW e, em 1923, enquanto ainda era membro do PCGB, buscou a nomeação como candidata do Partido Trabalhista para o distrito de Gorton. Não teve sucesso, mas em novembro de 1923 a ala de Gorton a elegeu para o Conselho Municipal de Manchester. Hannah Mitchell, sua colega de trabalho nas campanhas pelo sufrágio antes da guerra, era uma colega no conselho. Em sua curta carreira no conselho — serviu apenas até 1926 — suas principais áreas de preocupação eram desemprego, habitação, bem-estar infantil e educação.
Quando o primeiro-ministro, Stanley Baldwin, convocou uma eleição geral para dezembro de 1923, Wilkinson foi apontada como candidata parlamentar do Partido Trabalhista pelo distrito de Ashton-under-Lyne. Ela não fez segredo de suas filiações comunistas, afirmando que "teremos apenas uma classe neste país, a classe trabalhadora". Em uma disputa com três candidatos, ficou em último lugar, atrás do candidato conservador e do liberal. A eleição geral resultou em um parlamento sem maioria e um governo trabalhista sustentado por uma minoria parlamentar, comandado por Ramsay MacDonald. Durante seu curto mandato no poder, o Partido Trabalhista proibiu o Partido Comunista e proibiu a dupla filiação. Diante da necessidade de escolher, optou por deixar o PCGB, citando os "métodos exclusivos e ditatoriais do partido que tornam impossível a formação de uma verdadeira esquerda entre os progressistas dos sindicatos e do Partido Trabalhista". Depois disso, foi selecionada como candidata do Partido Trabalhista para o distrito eleitoral de Middlesbrough East.

### Membro do Parlamento por Middlesbrough

#### Na oposição (1924–1929)

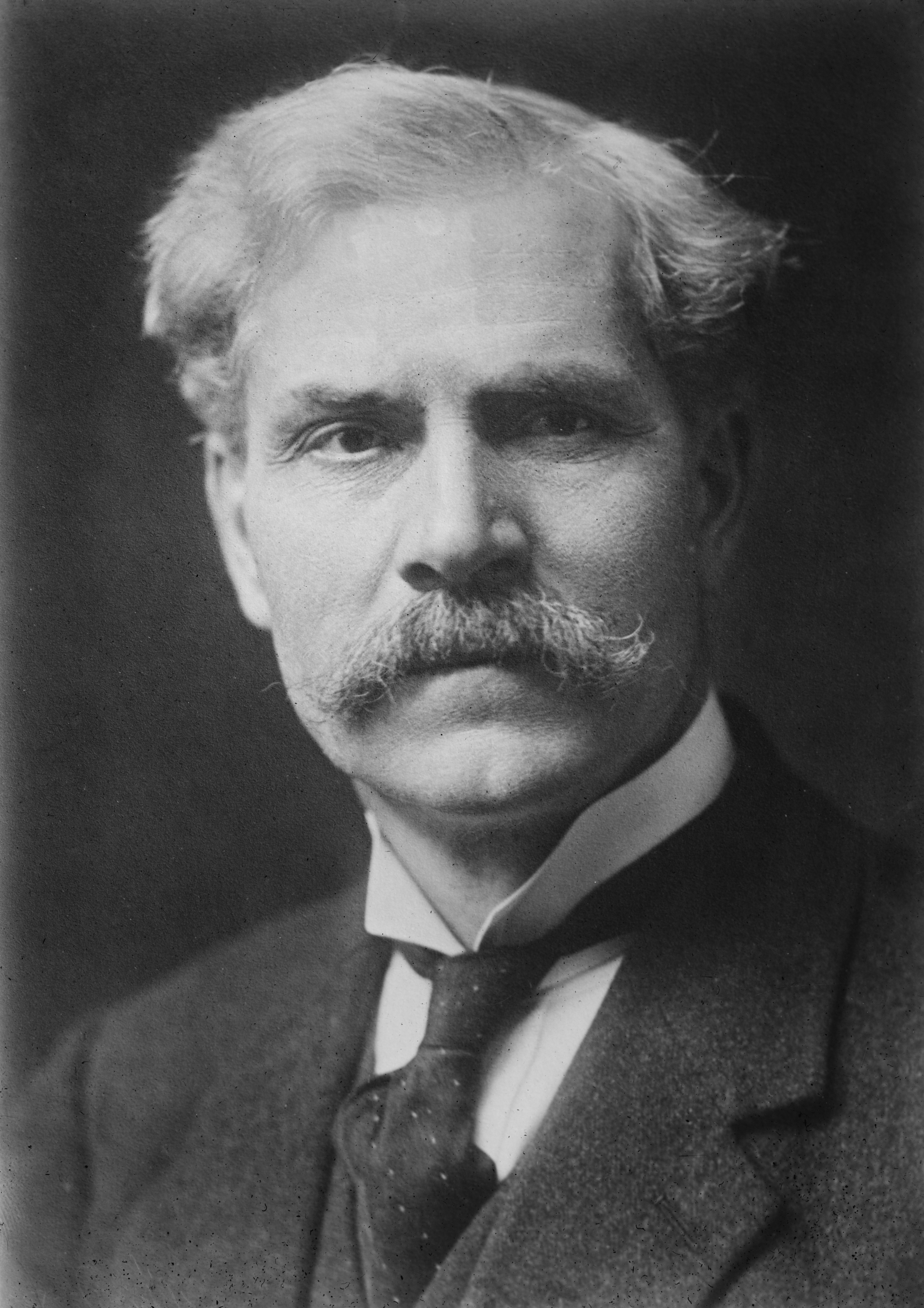
Ramsay MacDonald, o primeiro trabalhista a ser primeiro-ministro

Em 8 de outubro de 1924, o governo trabalhista de MacDonald renunciou após perder um voto de confiança na Câmara dos Comuns. Os últimos estágios das eleições gerais subsequentes foram dominados pela controvérsia em torno da carta de Zinoviev, que gerou uma "ameaça vermelha" pouco antes do dia da votação e contribuiu para uma vitória conservadora massiva. A representação trabalhista na Câmara dos Comuns caiu para 152, contra 415 dos conservadores. Wilkinson foi a única mulher eleita pelas fileiras trabalhistas, vencendo em Middlesbrough East com uma maioria de 927 votos sobre seu oponente conservador.
A chegada de Wilkinson à Câmara dos Comuns atraiu comentários consideráveis da imprensa, muitos deles relacionados ao seu cabelo ruivo brilhante e às cores vivas de suas roupas. Ela informou aos parlamentares: "Acontece que represento nesta Câmara uma das áreas de produção de ferro e aço mais pesadas do mundo — sei que não me pareço, mas sim". The Woman's Leader descreveu-a como uma "feminista vigorosa e intransigente e uma política extremamente tenaz, enérgica e obstinada". Um policial certa vez tentou impedi-la de entrar na sala de fumantes da Câmara dos Comuns com base em seu sexo, ao que respondeu: "Não sou uma senhora — sou um membro do Parlamento". Como porta-voz não oficial dos direitos das mulheres, encorajou o debate aberto sobre o controle da natalidade, repreendendo a sindicalista católica Bertha Quinn por chamá-lo de "crime" em uma convenção de Mulheres Trabalhistas em 1925. Wilkinson conseguiu uma de suas primeiras vitórias parlamentares naquele mesmo ano, quando persuadiu o governo a corrigir anomalias que afetavam as viúvas em seu projeto de lei de pensões. Em março de 1926, juntou-se a Lady Astor, da bancada conservadora, para atacar a redução proposta pelo governo nas despesas com centros de treinamento de mulheres. Brian Harrison, biógrafo responsável por seu verbete no Dictionary of National Biography, reconhece que, embora as "questões das mulheres" estivessem frequentemente em destaque em seus discursos, Wilkinson era principalmente mais socialista que feminista e teria escolhido a primeira, se forçada a decidir entre elas.
Durante os nove dias de duração da Greve Geral de maio de 1926, Wilkinson percorreu o país para defender a causa dos grevistas em reuniões e comícios, ficando arrasada quando o Trades Union Congress cancelou a greve. No início de junho, juntou-se a George Lansbury e outras figuras trabalhistas e sindicais no palanque de um comício em Albert Hall que arrecadou cerca de 1200 libras em benefício dos mineiros, que continuaram em greve apesar da decisão do TUC. Suas reflexões sobre a greve foram registradas em A Workers' History of the Great Strike (1927), que escreveu em coautoria com Raymond Postgate e Frank Horrabin, e em um romance semiautobiográfico, Clash, que publicou em 1929. Também visitou os Estados Unidos em agosto de 1926 para levantar apoio financeiro para os mineiros, provocando críticas do primeiro-ministro conservador Baldwin, que negou que o bloqueio estivesse causando dificuldades.
Ao longo de sua carreira, foi uma adversária do imperialismo. Em fevereiro de 1927, participou do Congresso de Fundação da Liga Contra o Imperialismo, em Bruxelas, onde conheceu e fez amizade com o líder nacionalista indiano Jawaharlal Nehru. No mesmo ano, foi eleita para a Executiva Nacional do Partido Trabalhista, o que lhe deu voz na formulação da política do partido. Seu avanço foi notado com aprovação por Beatrice Webb, que viu nela uma futura candidata a um alto cargo — à frente de mulheres trabalhistas mais antigas, como Margaret Bondfield e Susan Lawrence. Uma ativista incansável pela igualdade das mulheres, desafiou a caricatura de "melindrosas" outorgada para as mulheres mais jovens que não possuíam direito ao voto. Em 29 de março de 1928, votou a favor do projeto que se tornou a Lei de Representação do Povo (Igualdade de Franquia) de 1928, concedendo o voto a todas as mulheres com 21 anos ou mais. Durante o debate, declarou: "[Nós] estamos fazendo finalmente um grande ato de justiça às mulheres do país... assim como [anteriormente] abrimos a porta para as mulheres mais velhas, esta noite vamos abri-la para aquelas que acabam de entrar no limiar da vida e em cujas mãos está a nova vida do futuro país que vamos construir".

#### No governo (1929–1931)
Em maio de 1929, Baldwin convocou uma eleição geral. Como integrante da Executiva Nacional do Trabalhismo, Wilkinson ajudou a redigir o manifesto de seu partido, embora sua preferência por uma lista de propostas de políticas específicas tenha sido rejeitada em favor de uma longa declaração de ideais e objetivos. Em Middlesbrough, foi reeleita com uma maioria crescente sobre seus oponentes conservadores e liberais. No geral, o Trabalhismo emergiu da eleição como o maior partido, com 288 membros (nove dos quais eram mulheres), enquanto os conservadores e liberais elegeram 260 e 59 respectivamente. MacDonald formou sua segunda administração minoritária, e incluiu duas mulheres em cargos ministeriais: Margaret Bondfield como Ministra do Trabalho e Susan Lawrence como Secretária Parlamentar (ministra júnior) no Ministério da Saúde. Wilkinson foi nomeada Secretária Parlamentar Privada de Lawrence (PPS), uma indicação de que estava marcada para uma futura promoção.
Quase desde o início, o segundo governo MacDonald foi dominado pelas crises simultâneas do aumento do desemprego e da recessão do comércio mundial que se seguiu ao colapso financeiro no final de 1929. O Partido Trabalhista estava dividido; o chanceler, Philip Snowden, era favorável a uma restrição estrita dos gastos públicos, enquanto outros, incluindo Wilkinson, acreditavam que o problema não era a superprodução, mas o subconsumo. A solução, argumentou, estava em aumentar, não espremer, o poder de compra dos mais pobres da sociedade. Sobre a questão do desemprego, Wilkinson apoiou o "Memorando" de Oswald Mosley, um plano de reconstrução econômica e obras públicas que foi rejeitado pelo governo por conta de seu custo; Mosley renunciou ao governo em protesto.

“Em um país que se autodenomina uma democracia, é realmente um escândalo que uma câmara revisora não eleita deva ser tolerada, na qual o Partido Conservador tem uma maioria permanente e esmagadora”

Wilkinson ataca a Câmara dos Lordes, em um artigo de revista de agosto de 1930
Com a ajuda de Wilkinson, o Mental Treatment Act de 1930 recebeu o consentimento real em 30 de junho de 1930. No mesmo ano, copatrocinou um projeto de lei para limitar as horas dos lojistas a 48 por semana, e despertou desprezo nos conservadores, que se opunham à medida. Na época, afirmou que aparentemente os conservadores pensavam que todo o trabalho no ramo era realizado na "atmosfera relaxante" e "aromas requintados" de Jermyn Street e Bond Street. O projeto foi encaminhado a um comitê parlamentar, mas não foi adiante. À medida que o parlamento avançava, tornou-se cada vez mais difícil promover a legislação social em face da crescente crise financeira e do uso pela Câmara dos Lordes, dominada pelos conservadores, de seus poderes estatutários de retardamento.
As divisões no Partido Trabalhista tornaram-se mais agudas durante 1931, enquanto o governo lutava para cumprir os cortes de despesas recomendados pelo Relatório de maio, de 97 milhões de libras, a maioria (67 milhões de libras) advinda de reduções nos custos de desemprego. O governo entrou em colapso em 23 de agosto de 1931. Para implementar os cortes necessários, MacDonald e um pequeno número de parlamentares trabalhistas formaram um governo nacional com os conservadores e liberais, enquanto a maior parte do Partido Trabalhista, incluindo Wilkinson, entrou na oposição. Na eleição geral que se seguiu em outubro, o Partido Trabalhista foi totalmente derrotado, mantendo apenas 52 de seus assentos parlamentares. Em Middlesbrough East, a votação de Wilkinson foi quase igual ao total de 1929, mas lutando contra um único candidato que representava o Governo Nacional terminou derrotada por mais de 6 mil votos.

### Saída do parlamento (1931–1935)
Wilkinson racionalizou a derrota trabalhista em um artigo do Daily Express, argumentando que o partido havia perdido porque "não era socialista o suficiente", um tema que construiu em vários jornais radicais e artigos de jornal. Em um tom menos sério, publicou Peep at Politicians, uma coleção de retratos humorísticos de colegas parlamentares e oponentes. Ela escreveu que Winston Churchill era "alegremente indiferente se quaisquer novas [ideias] que ele adquirisse combinassem com a coleção que já possuía", e descreveu Clement Attlee como "exigente demais para intrigas e modesto demais para ambição excessiva". Seu segundo romance, The Division Bell Mystery, ambientado na Câmara dos Comuns, foi publicado em 1932. Paula Bartley, sua biógrafa, reconhece que ela não era uma romancista de primeira classe, mas "a atualidade autobiográfica de [seus] livros os tornava muito atraentes".
Em 1932, foi convidada pela Liga da Índia a se juntar a uma pequena delegação para fazer um relatório sobre as condições naquele país. Durante a visita de três meses, conheceu Gandhi, então na prisão, e se convenceu de que sua cooperação era essencial para qualquer perspectiva de paz no subcontinente. Ao retornar para casa, apresentou suas conclusões em um relatório intransigente, The Condition of India, publicado em 1934. Ela visitou a Alemanha logo após Hitler chegar ao poder em 1933 e publicou um panfleto, The Terror in Germany, que documentava os primeiros incidentes de indignação nazista. Wilkinson colaborou com um refugiado da Alemanha de Hitler, Edward Conze, na produção do livro Why Fascism?, que condenava o gradualismo do Partido Trabalhista e focava no parlamento, bem como no fracasso da estratégia comunista, defendendo a necessidade de unidade dos trabalhadores de base e a revolução para conter a ameaça do fascismo em toda a Europa. Enquanto isso, suas perspectivas parlamentares foram reavivadas após ser escolhida como candidata trabalhista pelo distrito de Jarrow, uma cidade de construção naval em Tyneside. Jarrow ficou arrasada no início da década de 1930 com a degradação e fechamento do estaleiro Palmers, a principal fonte de empregos da cidade. No início de 1934, liderou uma delegação de desempregados de Jarrow para se encontrar com o primeiro-ministro MacDonald, em seu círculo eleitoral próximo a Seaham, e recebeu simpatia, mas nenhuma ação positiva. Wilkinson não ficou impressionada com a Lei de Áreas Especiais do governo, aprovada no final de 1934 e projetada para ajudar áreas em dificuldades como Jarrow, pois achava que a legislação fornecia financiamento inadequado e beneficiava mais os empregadores do que os trabalhadores.

### MP por Jarrow

#### Marcha de Jarrow

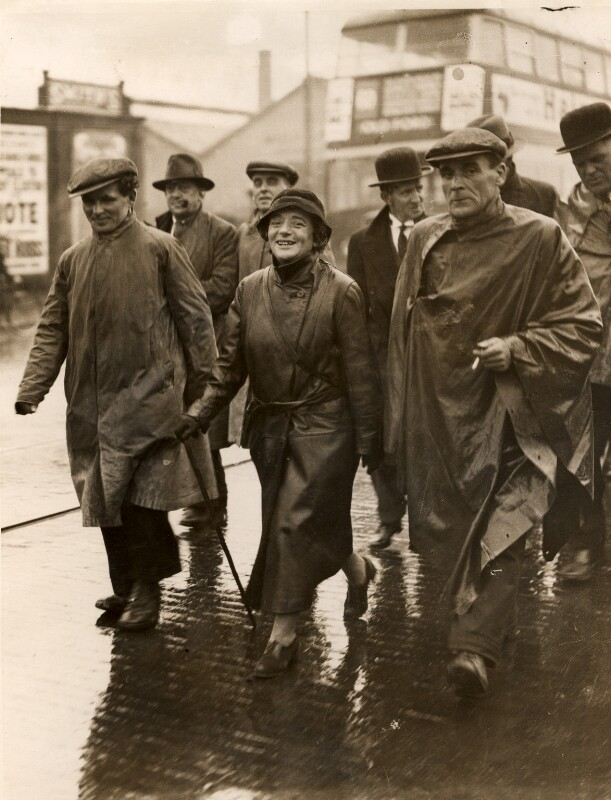
Ellen Wilkinson marchando, Cricklewood, Londres

Nas eleições gerais de novembro de 1935, o Governo Nacional, liderado por Baldwin desde a aposentadoria de MacDonald, no início daquele ano, ganhou de forma convincente, embora o Trabalhismo tenha aumentado sua representação na Câmara dos Comuns para 158. Wilkinson venceu em Jarrow com uma maioria de 2 350. Embora a pobreza na cidade fosse aguda, havia esperança de que seu desemprego crônico seria em breve aliviado pela construção de uma grande siderúrgica no estaleiro abandonado. No entanto, o plano foi contestado pelos siderúrgicos, representados pela British Iron and Steel Federation (BISF), que pensavam que qualquer aumento na produção de aço deveria ser tratado com a expansão de suas instalações existentes. Em 30 de junho de 1936, Wilkinson pediu a Walter Runciman, o ministro responsável, "para induzir a Federação do Ferro e do Aço a seguir uma política menos egoísta da que está perseguindo no momento". Seu pedido foi ignorado, e o assunto adiado indefinidamente, com a nomeação de um comitê para avaliar o desenvolvimento geral da indústria de ferro e aço — um comitê, observou um autor de uma carta do Times, dominado por membros do BISF. Uma delegação do conselho municipal de Jarrow se reuniu com Runciman para protestar contra a decisão, mas foi informada de que "Jarrow deve encontrar sua própria salvação".
De acordo com Wilkinson, a frase desdenhosa de Runciman "acendeu a cidade". Sob a liderança geral de seu presidente, David Riley, o conselho municipal iniciou os preparativos para uma manifestação na forma de uma marcha a Londres para apresentar uma petição ao governo. As marchas dos desempregados, geralmente chamadas de "marchas da fome", vinham ocorrendo desde o início dos anos 1920, muitas vezes sob os auspícios do Movimento Nacional dos Trabalhadores Desempregados, liderado pelos comunistas. Essa dimensão política havia associado tais marchas, na mente do público, com a propaganda de extrema esquerda. O conselho de Jarrow decidiu organizar sua marcha livre de conotações políticas e com o apoio de todas as seções da cidade. Isso não impediu Hensley Henson, o bispo de Durham, de denunciá-la como "pressão da turba revolucionária" e condenar a ação de James Gordon, o bispo de Jarrow, que deu sua bênção à marcha. Mesmo dentro do Partido Trabalhista, Wilkinson achou a atitude da liderança morna, com medo de uma possível associação com o socialismo revolucionário.
Em 5 de outubro de 1936, um grupo selecionado de 200 pessoas partiu da Prefeitura de Jarrow, na marcha de 282 milhas, com o objetivo de chegar a Londres em 30 de outubro para o início da nova sessão do parlamento. Wilkinson não marchou até o fim, mas esteve presente sempre que seus vários compromissos permitiam. Na conferência do Partido Trabalhista daquele ano, realizada em Edimburgo, esperava despertar entusiasmo, mas, em vez disso, foi condenada por "enviar homens famintos e malvestidos por todo o país". Essa atitude negativa foi refletida por alguns dos partidos locais no percurso da marcha. Nessas áreas, registrou com ironia, os conservadores e liberais cuidaram das necessidades dos manifestantes. Em 31 de outubro, os manifestantes chegaram a Londres, mas Baldwin se recusou a vê-los. Em 4 de novembro, apresentou a petição da cidade à Câmara dos Comuns. Assinada por 11 mil cidadãos de Jarrow, concluía: "A cidade não pode ser abandonada e, portanto, seus peticionários oram humildemente para que o Governo de Sua Majestade e esta ilustre Casa compreendam a necessidade urgente de providenciar obras para a cidade sem mais demora". Na breve discussão que se seguiu, Runciman opinou que "a situação do desemprego em Jarrow, embora ainda longe de ser satisfatória, melhorou nos últimos meses". Em resposta, um backbencher Trabalhista comentou que "a complacência do governo é considerada em todo o país como uma afronta à consciência nacional".
Ao voltarem para Jarrow, os manifestantes descobriram que seu seguro-desemprego tinha sido reduzido porque tinham estado "indisponíveis para o trabalho" caso alguma vaga houvesse surgido. Os historiadores Malcolm Pearce e Geoffrey Stewart sugerem que o sucesso da marcha de Jarrow estava no futuro, pois "ajudou a moldar as percepções pós-Segunda Guerra Mundial dos anos 1930" e, assim, pavimentou o caminho para a reforma social. Segundo Vernon, plantou a ideia de justiça social nas mentes das classes médias. "Ironicamente e tragicamente", diz Vernon, "não foi uma cruzada pacífica, mas o ímpeto de rearmamento que trouxe a atividade industrial de volta para Jarrow". Wilkinson publicou um relato das angústias de Jarrow em seu último livro, The Town that was Murdered (1939). "A situação de Jarrow", escreveu ela, "não é um problema local. É o sintoma de um mal nacional".

#### Preocupações internacionais e domésticas
Em novembro de 1934, como representante do Comitê de Socorro para as Vítimas do Fascismo, visitou a província espanhola das Astúrias para relatar o esmagamento do levante dos mineiros em Oviedo. Foi expulsa à força do país. Apesar de ter sido banida da Alemanha por ser indesejável, continuou a visitar o país secretamente. Como correspondente do Sunday Referee, foi a primeira a relatar a intenção de Hitler em marchar para a Renânia, em março de 1936. A Espanha, entretanto, passou a ocupar um lugar especial em sua oposição à difusão do fascismo. Quando uma seção do exército espanhol, sob o comando do general Francisco Franco, atacou o governo de coalizão eleito da Frente Popular para precipitar a Guerra Civil Espanhola, criou o Comitê Espanhol de Assistência Médica e o Comitê Nacional Conjunto para Socorro Espanhol. Mais tarde, argumentou no parlamento contra as políticas de não intervenção do governo britânico que, insistiu, "trabalharam ao lado do general Franco". Ela retornou à Espanha em abril de 1937 como membro de uma delegação feminina liderada pela duquesa de Atholl, e depois escreveu sentir "uma raiva sufocante e desamparada", ao testemunhar os efeitos dos bombardeios aéreos em aldeias indefesas. Em outra visita, em dezembro de 1937, estava acompanhada por Attlee, agora líder do Partido Trabalhista, e Philip Noel-Baker, um colega parlamentar trabalhista. Tendo observado a quase inanição de crianças em idade escolar em Madri, em seu retorno à Grã-Bretanha criou um fundo "Leite para a Espanha", juntamente com outras iniciativas humanitárias.
Embora já tivesse rompido seus laços formais com o Partido Comunista Britânico, manteve fortes ligações com outras organizações comunistas no país e no exterior. Sua associação com comunistas importantes como Willi Münzenberg e Otto Katz é revelada nos arquivos da inteligência britânica mantidos a seu respeito. No entanto, não estava preparada para arriscar perder sua cadeira parlamentar e, portanto, manteve seu comportamento rebelde dentro dos limites. Em 1937, fez parte de um grupo de figuras trabalhistas — Aneurin Bevan, Harold Laski e Stafford Cripps eram outros — que fundaram a revista de esquerda Tribune. No primeiro número, escreveu sobre a necessidade de combater o desemprego, a pobreza, a desnutrição e a moradia inadequada. Ciente da dependência do crédito de muitas famílias de baixa renda, apresentou um projeto de lei para regulamentar os contratos de locação, na época objeto de abuso frequente, e, com o apoio de todos os partidos, garantiu a aprovação da Lei de Rendimentos de Aluguel de 1938.
Wilkinson foi uma forte oponente das políticas de apaziguamento do governo nacional em relação aos ditadores europeus. Na Câmara dos Comuns, em 6 de outubro de 1938, condenou as ações do primeiro-ministro, Neville Chamberlain, ao assinar o Acordo de Munique: "Só jogando fora praticamente tudo pelo que este país se importava e defendia ele poderia nos resgatar dos resultados de sua própria política". No dia 24 de agosto de 1939, enquanto o parlamento considerava o Pacto Molotov-Ribbentrop recentemente assinado, atacou o fracasso de Chamberlain em se aliar com a Rússia em uma frente comum contra Hitler. "Vez após vez", disse à Câmara dos Comuns, "tivemos o primeiro-ministro ... colocando os interesses mesquinhos de sua classe e dos ricos antes do interesse nacional".

### Segunda Guerra Mundial

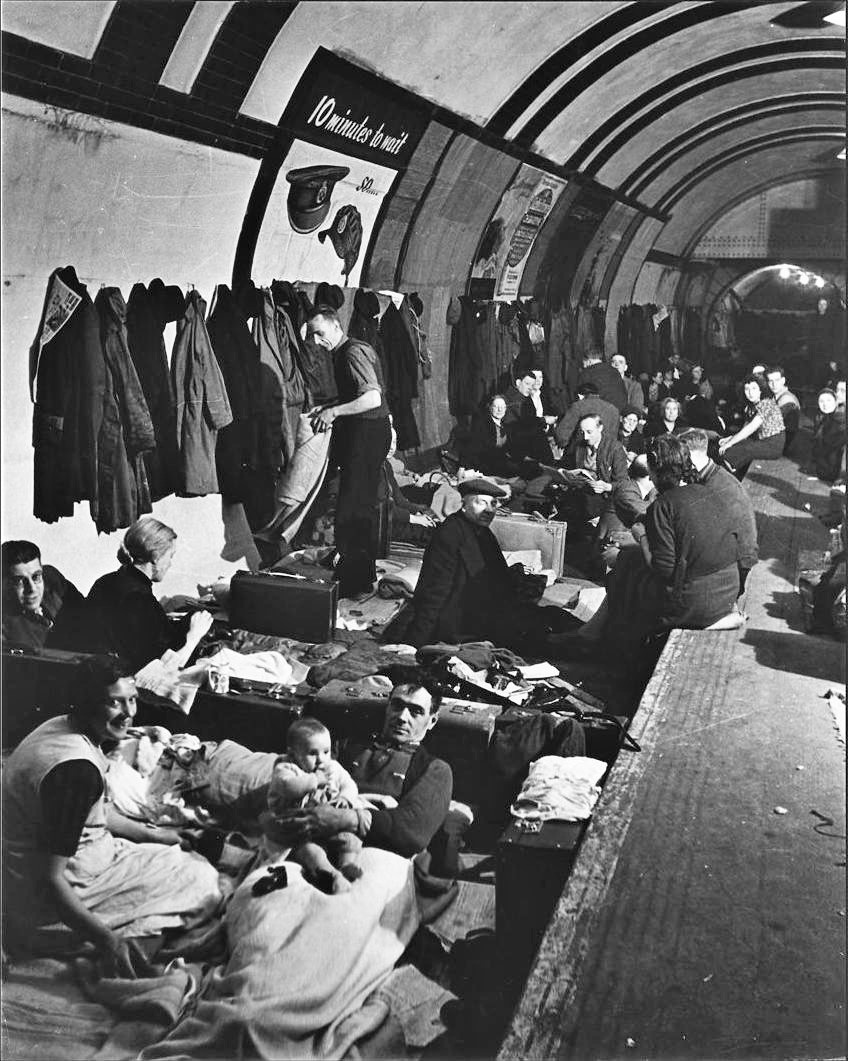
Famílias abrigadas em uma estação de metrô de Londres, c. 1940

Wilkinson apoiou a declaração de guerra da Grã-Bretanha contra a Alemanha, em 3 de setembro de 1939, embora tenha criticado a conduta de Chamberlain na guerra. Em maio de 1940, quando a coalizão de todos os partidos de Churchill substituiu o governo nacional de Chamberlain, foi nomeada secretária parlamentar do Ministério das Pensões. Foi transferida para o Ministério de Segurança Interna em outubro de 1940, como uma das três secretárias parlamentares de Herbert Morrison, com responsabilidades por abrigos antiaéreos e defesa civil. Quando o bombardeio aéreo de cidades britânicas começou, no verão de 1940, muitos londrinos usaram estações de metrô como abrigos improvisados, muitas vezes vivendo ali por dias em condições de crescente miséria. No final de 1941, supervisionou a distribuição de mais de meio milhão de "abrigos Morrison" internos — mesas de aço reforçadas com laterais de tela de arame, sob as quais uma família poderia dormir em casa. Apelidada de "rainha do abrigo" pela imprensa, visitou as cidades bombardeadas com frequência, para compartilhar dificuldades e levantar o moral. Polemicamente, aprovou o alistamento de mulheres no Serviço Auxiliar de Bombeiros para o serviço de vigilância de incêndios, uma política que provocou considerável oposição das mulheres, que consideravam seus deveres domésticos um fardo suficiente. Embora seu próprio sindicato tenha desaprovado a medida, manteve-se firme.
A disciplina de trabalhar em um posto ministerial, junto com a influência de Morrison e sua alienação do comunismo, afastou Wilkinson de muitas de suas antigas posições de esquerda. Em janeiro de 1941, apoiou a decisão de Morrison de suprimir o jornal comunista The Daily Worker com base em sua propaganda antibritânica e votou a favor da legislação de tempo de guerra, que proibia greves em indústrias-chave. Agora aceita pelo Partido Trabalhista, serviu em vários comitês chave de política e, em junho de 1943, tornou-se vice-presidente da Executiva Nacional do partido. Ellen sucedeu o titular,  George Ridley, quando de sua morte em janeiro de 1944. Nas Honras de Ano Novo de 1945, logrou ser nomeada Conselheira Privada, apenas a terceira mulher (depois de Margaret Bondfield e Lady Astor) a receber esta honra. Em abril de 1945, fazia parte de uma delegação parlamentar que viajou a São Francisco para começar a trabalhar na criação das Nações Unidas.

### Carreira pós-guerra

#### Manobras de liderança
Wilkinson formou um relacionamento próximo com Morrison, pessoal e politicamente, antes e durante sua associação ministerial durante a guerra. Ela achava que ele, e não o calmo Attlee, deveria estar liderando o Partido Trabalhista e havia promovido suas credenciais de liderança em 1935 e 1939. Em 1945, Morrison informou a Attlee que pretendia buscar a liderança "no interesse da unidade do partido". Na eleição geral realizada em julho daquele ano, o Trabalhismo obteve uma vitória esmagadora, com 393 cadeiras contra 213 dos conservadores. Isso não impediu Ellen e outros de continuar a pressionar por uma mudança de líder, mas Attlee evitou outras ações ao aceitar rapidamente o convite do rei para formar um governo. Ele não mostrou nenhum ressentimento em relação a Morrison ou Wilkinson: o primeiro foi nomeado Presidente do Conselho e vice-primeiro-ministro, enquanto a segunda foi nomeada Ministra da Educação, com um assento no gabinete. Emmanuel Shinwell, que se tornou Ministro de Combustível e Energia, comentou mais tarde que "não é má tática transformar os inimigos em servos".

#### Ministério da Educação
Wilkinson foi a segunda mulher, depois de Margaret Bondfield, a conseguir um lugar no gabinete britânico. Como Ministra da Educação, teve como principal tarefa a implementação da Lei de Educação de 1944, aprovada pela coalizão de guerra. Essa lei garantiu o ensino médio gratuito universal e aumentou a idade mínima de abandono escolar de 14 para 15 anos, a partir de 1947, embora não dissesse nada sobre como o ensino médio deveria ser organizado. O especialista em educação do Partido Trabalhista, James Chuter Ede, que aprovou a lei no Parlamento junto com Rab Butler, achou que essa questão deveria ser decidida no âmbito da autoridade local. Muitos especialistas achavam que as crianças deveriam fazer um exame — o "11-plus" — que determinaria se sua educação secundária seria em uma escola de gramática (acadêmica), técnica ou "moderna". No entanto, muitos no Partido Trabalhista viam esse arranjo tripartido como perpetuando o elitismo e queriam um esquema baseado em escolas "multilaterais", ou o que mais tarde ficou conhecido como o sistema "abrangente" (que Chuter Ede preferia). O sistema previa grandes escolas sob um único teto, cada qual com uma gama de cursos apropriados para diferentes níveis de habilidade e movimento flexível entre os cursos, conforme as aptidões das crianças mudavam. Acreditava, no entanto, que tal grande reconstrução era inatingível naquela época, e se limitou a reformas mais viáveis. Sua atitude cautelosa desapontou e irritou alguns dos representantes da ala esquerda trabalhista e de professores, que consideraram que uma grande oportunidade de incorporar os princípios socialistas à educação havia sido perdida. No entanto, foi persuadida a acreditar que a seleção aos 11 anos permitiria que todos aqueles com QI mais alto, independentemente da origem da classe, obtivessem uma educação primária.
Wilkinson priorizou o aumento da idade de deixar a escola. Isso exigiu o recrutamento e treinamento de milhares de professores extras e a criação de espaço de sala de aula para quase 400 mil crianças extras. Sob o Esquema de Treinamento de Emergência (ETS), ex-militares e mulheres receberam bolsas para treinamento como professores em um programa acelerado de um ano — mais de 37 mil haviam sido ou estavam sendo treinados até o final de 1946. A rápida expansão das instalações escolares foi alcançada pela construção de cabanas temporárias — algumas das quais se tornaram características de longo prazo das escolas Wilkinson estava determinada a que a idade de saída mais alta fosse implementada até 1.º de abril de 1947 — a data estabelecida pela Lei de 1944 — e, em face do ceticismo parlamentar, insistiu que seus planos estavam em andamento. A aprovação final do gabinete para honrar a data de abril foi dada em 16 de janeiro de 1947.
Outras reformas durante seu mandato como ministra incluíram leite escolar gratuito, melhorias no serviço de merenda escolar, um aumento nas bolsas universitárias e uma expansão na oferta de educação de adultos em meio período por meio de faculdades do condado. Em outubro de 1945, foi à Alemanha para relatar como o destruído sistema de educação alemão poderia ser reativado da melhor maneira. Ela se espantou com a rapidez com que, cinco meses após a derrota, as escolas e universidades do país foram reabertas. Outras viagens incluíram visitas a Gibraltar, Malta e Checoslováquia. Em novembro de 1945, presidiu uma conferência internacional em Londres que levou ao estabelecimento, um ano depois, da Organização das Nações Unidas para a Educação, a Ciência e a Cultura (UNESCO). Em um de seus discursos finais no parlamento, em 22 de novembro de 1946, enfatizou que a UNESCO representava "padrões de valor ... deixando de lado a ideia de que apenas coisas práticas importam". Ela profetizou que a organização "fará grandes coisas" e exortou o governo a dar-lhe todo o seu apoio.

## Doença e morte
Wilkinson sofreu de asma brônquica durante a maior parte da vida, que foi agravada ao longo dos anos com seu tabagismo pesado e o excesso de trabalho. Esteve doente com frequência durante a guerra e desmaiou quando de uma visita a Praga em 1946. Em 25 de janeiro de 1947, participou da inauguração da Bristol Old Vic Theatre School. O inverno de 1946–1947 foi excepcionalmente frio e a cerimônia foi realizada ao ar livre. Pouco depois, desenvolveu pneumonia. Em 3 de fevereiro, foi encontrada em seu apartamento em Londres em coma, e em 6 de fevereiro de 1947 morreu no Hospital St Mary, Paddington.
No inquérito, o legista deu a causa da morte como "insuficiência cardíaca após enfisema, com bronquite aguda e pneumonia brônquica, acelerada por envenenamento por barbitúricos". Wilkinson vinha tomando uma combinação de drogas há vários meses, para combater a asma e a insônia — o legista acreditou que ela havia tomado, inadvertidamente, uma overdose de barbitúricos. Sem nenhuma evidência para indicar que a overdose foi deliberada, ele registrou um veredicto de morte acidental. Apesar disso, as especulações de que Ellen havia cometido suicídio persistiram, tendo entre as razões citadas: o fracasso de seu relacionamento pessoal com Herbert Morrison e seu provável destino em uma suposta reforma do gabinete. Em sua biografia sobre Morrison, em 1973, Bernard Donoughue e G. W. Jones sugeriram que, devido à saúde precária, os fardos de seu escritório ministerial se tornaram excessivos para ela. No entanto, a falta de evidências conclusivas divide os historiadores sobre a intenção de Ellen de tirar a própria vida.
O túmulo de Wilkinson está no cemitério da Igreja da Santíssima Trindade em Penn, Buckinghamshire. Quando sua irmã Anne morreu em 1965, ela foi enterrada na mesma sepultura.

## Avaliação e legado
Sua baixa estatura e seu distinto cabelo ruivo, combinados com sua política intransigente, deram origem a apelidos populares como "Fiery Particle" e "Red Ellen". Com suas roupas elegantes e brilhantes e seus modos enérgicos, conseguia ser facilmente perceptível — um obituarista escreveu que "onde quer que houvesse uma briga em apoio a alguma causa boa ou até razoavelmente boa, aquela ruiva rebelde com certeza seria vista boiando no meio do tumulto". Em sua carreira posterior, ambição e pragmatismo a levaram a moderar seu marxismo e militância anteriores e trabalhar dentro da política dominante do Partido Trabalhista. Passou a acreditar que a democracia parlamentar oferecia um caminho melhor para o progresso social do que qualquer alternativa. No entanto, Vernon diz, "ela nunca perdeu sua independência resoluta de pensamento, e buscou o poder não para a glória de si mesma, mas para socorrer os fracos do mundo". Em um tributo publicado quando a morte de Ellen foi anunciada, a ex-parlamentar conservadora Thelma Cazalet-Keir resumiu sua personalidade: "Ellen Wilkinson estava tão distante de ser chata quanto é possível para qualquer ser humano. O que quer que ela fizesse, onde quer que fosse, ela criava uma atmosfera de entusiasmo e interesse ... e não apenas por causa de seu cabelo ruivo e vestido verde".
No curso de sua carreira, contribuiu para reformas em várias áreas políticas: sufrágio igual para mulheres, salários iguais para funcionárias públicas, provisão de abrigos antiaéreos para moradores de cidades e proteção dos direitos dos mutuários de compras a prazo. O historiador David Kynaston cita como sua maior conquista prática o sucesso em cumprir o cronograma para o aumento da idade de abandono escolar. Seu sucessor como Ministro da Educação, George Tomlinson, registrou o quanto Ellen lutou para evitar o adiamento da reforma, e expressou sua tristeza por ela ter morrido antes da data marcada. Ellen às vezes era criticada por estender seus esforços de maneira muito ampla. Um jornal local, o North Mail, reclamou em maio de 1937 que "Miss Wilkinson está trabalhando por muitas causas para fazer justiça a Jarrow". No entanto, seu livro The Town that was Murdered trouxe ao conhecimento do público a situação de Jarrow e as consequências mais amplas do capitalismo desenfreado nas comunidades da classe trabalhadora. O livro, Harrison observa, "educou a nação".

"Ellen Wilkinson era pequena em estatura, mas havia ocasiões em que ela diminuía seus colegas pela tenacidade com que defendia os princípios que considerava corretos".

Violet Markham, 9 de fevereiro de 1947
Wilkinson nunca se casou, embora tivesse inúmeras amizades íntimas com homens. Além de seu noivado anterior com Walton Newbold, foi próxima de John Jagger por muitos anos, e no início dos anos 1930 teve um breve vínculo romântico com Frank Horrabin. Sua longa associação com Morrison começou nos primeiros dias de sua atuação na Sociedade Fabiana. Morrison foi muito reticente sobre essa amizade, optando por não mencioná-la em sua autobiografia de 1960, apesar de sua estreita associação política. Vernon diz que é quase certo que o relacionamento tenha se tornado "mais do que platônico", mas como seus papéis privados foram destruídos após sua morte, e Morrison manteve silêncio sobre o assunto, a natureza e extensão de sua amizade permanecem desconhecidas.

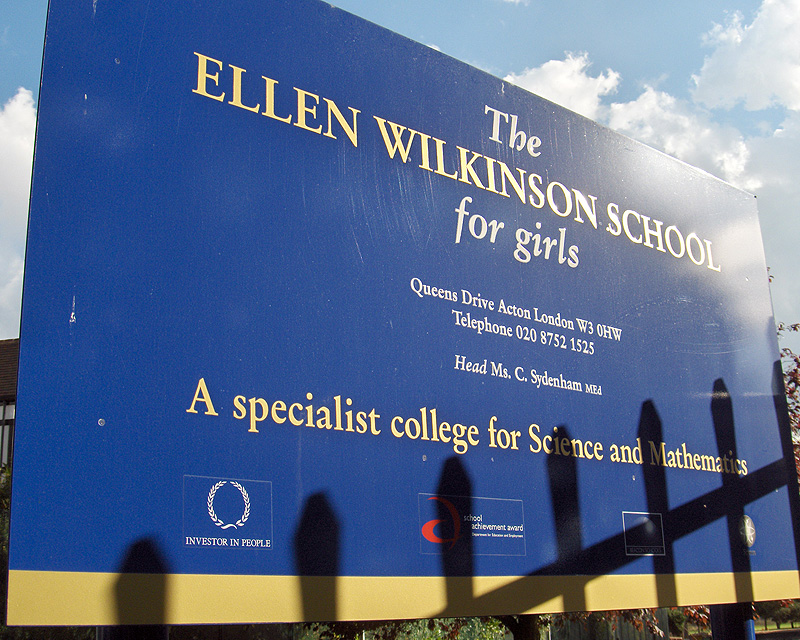
Uma placa na Ellen Wilkinson School, Acton, Londres

Em 25 de janeiro de 1941, Wilkinson recebeu a cidadania honorária da cidade de Jarrow, e em maio de 1946 foi premiada com um doutorado honorário pela Universidade de Manchester. Seu nome foi homenageado na Ellen Wilkinson School for Girls em Ealing, oeste de Londres, na Ellen Wilkinson Primary School and Children's Center em Newham, leste de Londres, e no Ellen Wilkinson Estate, um projeto habitacional do Felling Urban District Council dos anos 1950 em Wardley, antes parte de seu eleitorado de Jarrow, agora em Gateshead Metropolitan Borough. Além disso, a Ellen Wilkinson High School em Ardwick, que incorporou a velha escola de Wilkinson, levou seu nome por alguns anos antes de seu fechamento em 2000.  O Ellen Wilkinson Building, no campus da Universidade de Manchester, abriga partes do Manchester Institute of Education e outros departamentos.
Uma placa azul registra o local do nascimento de Wilkinson em 41 Coral Street, e outra, no quadrilátero principal dos antigos edifícios da universidade, registra a frequência dela por lá em 1910-1913. Em outubro de 2015, Ellen foi selecionada por um painel da prefeitura de Manchester como uma das seis candidatas a ser o tema da primeira estátua feminina da cidade em mais de um século. Em outubro de 2016, Ellen foi escolhida em uma votação pública para se tornar a primeira estátua feminina em Middlesbrough. Seu nome e imagem e os de 58 outras apoiadoras do sufrágio feminino estão gravados no pedestal da estátua de Millicent Fawcett na Parliament Square, em Londres, que foi inaugurada em abril de 2018.
Em 2015, Ellen Wilkinson esteve entre as selecionadas para ser o tema da estátua de WoManchester. Embora Emmeline Pankhurst tenha sido a escolha definitiva, Ellen foi fortemente votada para a estátua, que está na Praça de São Pedro, em Manchester. O livro First in the Fight dedica um capítulo a Ellen Wilkinson junto com as outras dezenove mulheres consideradas para a estátua.

## Obra de Ellen Wilkinson
- A Workers' History of the Great Strike. London: Plebs League. 1927. OCLC 1300135 Co-autoria com Frank Horrabin e Raymond Postgate.
- Clash (Novel). London: George G. Harrap. 1929. OCLC 867888837
- Peeps at Politicians. London: P. Allen. 1931. OCLC 565308651
- The Division Bell Mystery. London: George G. Harrap. 1932. OCLC 504369261
- The Terror in Germany. London: British Committee for the Relief of Victims of German Fascism. 1933. OCLC 35834826
- Why Fascism?. London: Selwyn and Blount. 1934. OCLC 249889269 Co-autoria com Edward Conze
- Why War?: a handbook for those who will take part in the Second World War. London: N.C.L.C. 1935. OCLC 231870528 Co-autoria com Edward Conze
- The Town That Was Murdered. London: Victor Gollancz. 1939. OCLC 1423543
- Plan for Peace: How the People can win the Peace. London: Labour Party. 1945